# Johann Wilhelm Hertel

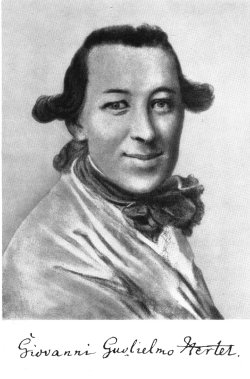
Johann Wilhelm Hertel

Johann Wilhelm Hertel (* 9. Oktober 1727 in Eisenach; † 14. Juni 1789 in Schwerin) war ein deutscher Komponist.

## Leben
Hertel stammte aus einer Eisenacher Musikerfamilie, erhielt Unterricht in Violine und Klavier durch seinen Vater Johann Christian Hertel. Im Jahr 1742 kam er mit diesem nach Mecklenburg-Strelitz, wo er 1744 als Geiger und Cembalist tätig war. Nach Studien in Zerbst und Berlin kam er 1754 zunächst als Konzertmeister, dann als „Hof- und Capell-Compositeur“ nach Mecklenburg-Schwerin. Unter Herzog Christian Ludwig II. schrieb Hertel insbesondere repräsentative Instrumentalmusik, unter dessen Nachfolger Friedrich (genannt „der Fromme“) verlagerte sich der Schwerpunkt seines Schaffens auf geistliche Musik. Von 1759 bis 1760 war er Organist an der Stralsunder Marienkirche. 1770 wurde er zum Hofrat ernannt; er war Privatsekretär von Prinzessin Ulrike Sophie und gab Musikunterricht in Kreisen des Schweriner Hofes. Zu seinen Nachfahren zählen der Komponist Paul Hertel und der Oboist Alfred Hertel.

## Werk
Hertel schrieb eine größere Anzahl Sinfonien, Solokonzerte (darunter zwei Cellokonzerte, zwei Trompetenkonzerte, zehn Oboenkonzerte und drei Harfen- oder Cembalokonzerte), Cembalosonaten, Lieder, Psalmen, Kantaten und Oratorien. Er gilt als wichtiger Vertreter des „empfindsamen Stils“ der deutschen Vorklassik. Besonders beliebt waren seine Sinfonien in D-Dur und G-Dur, das Fagottkonzert in a-Moll, sowie seine Cembalosonate in d-Moll.

## Schriften
- (Hrsg.): Sammlung musikalischer Schriften größtentheils aus den Werken der Italiäner und Franzosen, übersetzt und mit Kommentaren versehen von Johann Wilhelm Hertel. Leipzig 1757/1758, 2 St. in 1 Bd.; Digitalisate im MDZ
- Kurze Geschichte der Nelken; nebst einem Verzeichnis von denen, die zu Schwerin aus seinem Garten zu bekommen sind. Schwerin 1787.